# Цилиншек, Саша
Саша Цилиншек (серб. Саша Цилиншек; 28 января 1982, Нови-Сад, СФРЮ) — сербский футболист, защитник.

## Биография

### Клубная карьера
Начал заниматься футболом на родине, первый тренер — Бронислав Новакович. Профессиональную карьеру начал в 16 лет, подписав соглашение с «Войводиной». Первый гол в чемпионате Сербии забил в гостях «Борацу», когда ему было 16 лет. За «Войводину» в общей сложности отыграл шесть сезонов. В 2005 году на правах аренды защищал цвета польской «Дискоболии», с которой по итогам сезона 2004/05 выиграл титул вице-чемпиона Польши и Кубок Польши.
24 января 2006 года заключил двухлетний контракт с украинским клубом «Таврия». В основном составе команды дебютировал только спустя четыре месяца — 6 мая в матче против киевского «Динамо» (0:0). Летом 2007 года перешёл в латвийский «Вентспилс».

### Карьера в сборной
Выступал за различные юношеские и молодёжную сборные Югославии. В 2001 году был капитаном югославской «молодёжки», дошедшей до полуфинала чемпионата Европы в Финляндии. Привлекался в состав олимпийской сборной своей страны.